# Порозиха (посёлок)
Порозиха — упразднённый посёлок в Шипуновском районе Алтайского края. На момент упразднения входил в состав Войковского сельсовета. Исключен из учётных данных в 1983 году.

## География
Располагался на левом берегу реки Чарыш, на расстоянии приблизительно 2,5 км (по-прямой) к северо-западу от села Кособоково.

## История
Основан в 1737 году. В 1928 году село Порозиха состояло из 111 хозяйств. В административном отношении входило в состав Усть-Порозихского сельсовета Чарышского района Рубцовского округа Сибирского края.
Решением Алтайского КИКа от 11 ноября 1983 года № 381 населённый пункт, исключен из учётных данных.

## Население
По данным переписи 1926 года в селе проживало 572 человека (273 мужчины и 299 женщин), основное население — русские